# Cobitis calderoni
Cobitis calderoni é uma espécie de peixe actinopterígeo da família Cobitidae.
Pode ser encontrada nos seguintes países: Portugal e Espanha.
O seu habitat natural é: rios.
Esta espécie está ameaçada por perda de habitat.